# José María de Heredia
José Maria de Heredia (La Fortuna, Cuba, 22 de novembro de 1842 – França, 2 de outubro de 1905) foi um poeta de origem cubana, naturalizado francês em 1893.

## Biografia
Era descendente de conquistadores espanhóis. Aos nove anos foi para a França, passando a estudar no Colégio Saint Vincent de Senlis. 
Voltou à Cuba em 1859, passando um ano em Havana, aprofundando-se no conhecimento da língua e literatura espanholas, e foi em Cuba que ele fez seus primeiros poemas. Voltou à França em 1861, com sua mãe, e se inscreveu na faculdade de direito de Paris.
Em 1863, conhece Leconte de Lisle, de quem se tornou discípulo e admirador, ingressando definitivamente no parnasianismo. Publicou seus sonetos no Parnasse Contemporain. Posteriormente reuniu seus poemas em "Os troféus", publicado em 1893 – são 118 sonetos evocando civilizações antigas e paisagens da Bretanha.
Ele criou, em 1902, a Société des Poètes français, com Sully Prudhomme e Léon Dierx.
Morreu em 1905, no castelo de Bourdonné, nos arredores de Houdun e Mantes.

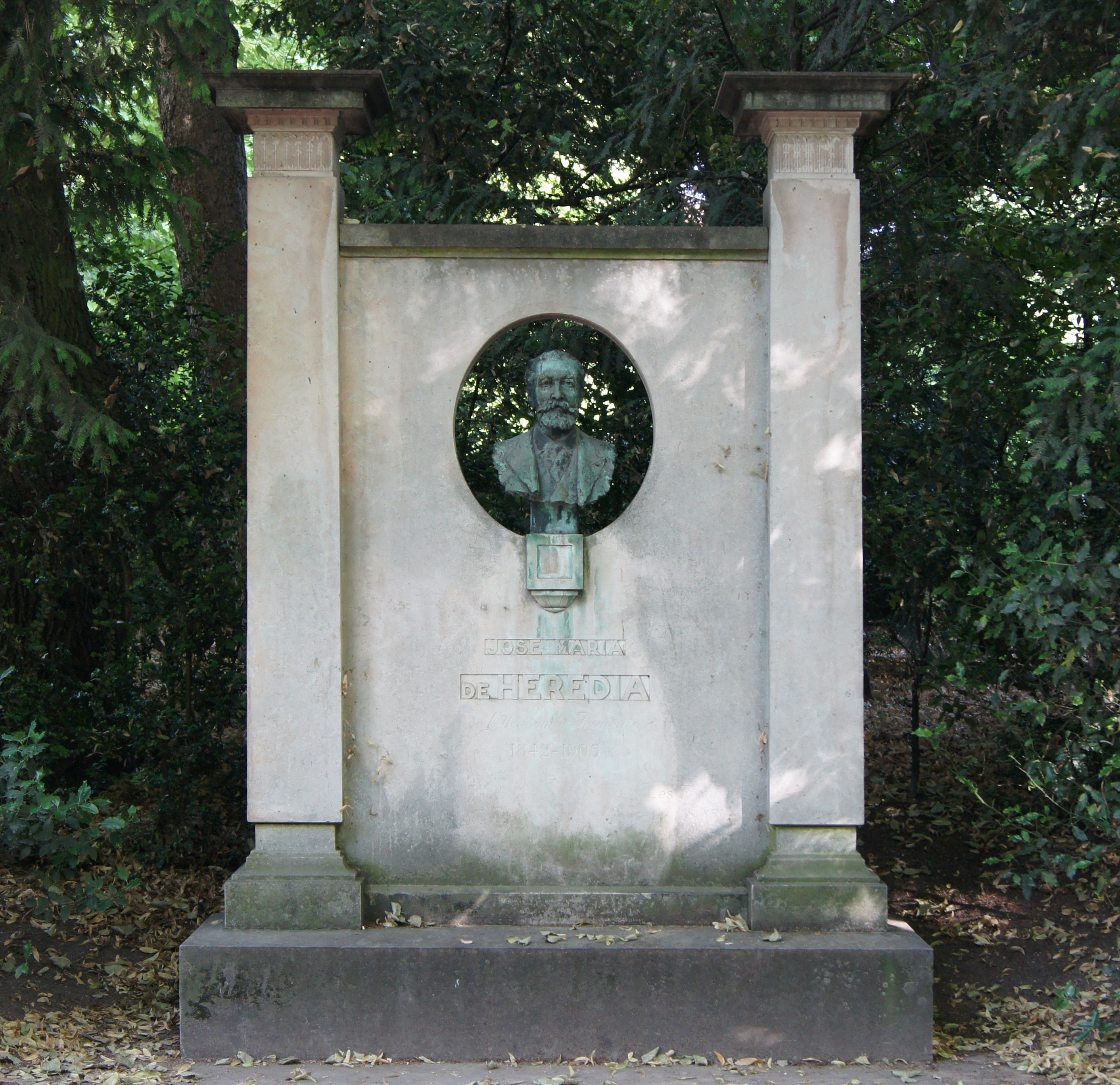
Bust by Victor Segoffin, Jardin du Luxembourg, Paris

## Obras principais
- Véridique histoire de la conquête de la Nouvelle-Espagne, 3 volumes, 1877-1878
- Les trophées (Os Troféus), 1893 – Compreende 118 sonetos, entre eles Les Conquérants (Os conquistadores) e Le Récif De Corail (O Recife de Coral)
- La Nonne Alferez, 1894
- Discours de réception à l'Académie française, 1895
- Salut à l'Empereur, 1896
- Inauguration du monument élévé à la mémoire de Leconte de Lisle à Paris le 10 juillet 1898, 1898
- Poésies complètes, avec notes et variantes, 1924